# 文豪 (僧)
文豪（ぶんごう、? - 治暦2年5月15日（1066年6月10日））は平安時代の僧。

## 概要
平安京の四条にあった釈迦堂（『元亨釈書』では釈迦院）の住僧であり、治暦2年（1066年）5月15日午剋（11時～13時頃）に鳥辺野で焼身した。この時、結縁を求めて、道俗が市を成したという。
この話は虎関師錬『元亨釈書』に取り上げられている。これに対して高泉性潡は「もし長明が自らの言う通り菩薩の転生であれば、焼身すべきことに疑いは無い。文豪の如きはただ身を焼いただけであり、その実を考えるなかれ。然れども師錬がこれを取り上げたことには、必ず理由があるだろう」と評している。
『本朝高僧伝』では文豪は「性は淳直で常に来果を願っていた」とされている。
根井浄は平安時代の焼身事例を9例挙げて、鳥辺野のような葬場で、15日という阿弥陀如来の縁日に多く焼身が決行されていることを指摘している。

## 伝記
- 虎関師錬『元亨釈書』巻12
- 高泉性潡『東国高僧伝』巻6 長明附見
- 卍元師蛮『本朝高僧伝』巻66